# Mafia e politica. 1943-1962
Mafia e politica: 1943-1962 è un saggio scritto da Michele Pantaleone.

## Contenuto del libro
Dopo aver esaminato, in alcuni capitoli introduttivi, le origini della mafia e le sue caratteristiche, Pantaleone descrive gli sviluppi che interessarono il fenomeno durante il secondo dopoguerra, soprattutto le connivenze con i politici che, in cambio di voti, garantiscono ai boss mafiosi protezione e impunità. Nessun aspetto delle attività criminose della mafia è trascurato: dall'infiltrazione nell'economia agricola e feudale, ai rapporti prima con il fascismo e, poi, con i partiti democratici del dopoguerra, fino ad arrivare ai legami con il banditismo (con particolare riferimento al bandito Giuliano) ed, infine, con il gangsterismo italo-americano e con il traffico di droga.

## Successo dell'opera
Il libro ottenne un grosso successo editoriale ed infatti venne ristampato più volte, tradotto in vari paesi del mondo ed edito persino in caratteri braille.

## Analisi
Con questo libro, Pantaleone offrì la sua prima esauriente analisi del fenomeno mafioso, che sarebbe proseguita con le sue opere Mafia e droga (1966) e Antimafia: occasione mancata (1969). Ad oggi infatti viene considerato uno dei primi saggi pubblicati in Italia che analizzarono la mafia dal punto di vista storico e sociologico ma soprattutto un vero e proprio atto d'accusa nei confronti di alcuni partiti politici, ritenuti da Pantaleone complici o addirittura conniventi con il potere mafioso. Nel libro viene formulata per la prima volta la tesi secondo cui lo sbarco degli alleati nel 1943 in Sicilia sia avvenuto grazie a un'alleanza con la mafia americana e siciliana. Una tesi questa che diventerà popolare e tuttavia smentita da altri storici, come Francesco Renda e Rosario Mangiameli.

## Edizioni
- Mafia e politica. 1943-1962, prefazione di Carlo Levi, Collana Libri bianchi, Torino, Einaudi, 1962.
- Mafia e politica. 1943-1962, prefazione di Carlo Levi, Collana Saggi n.455, Torino, Einaudi, 1969.
- Mafia e politica. 1943-1962, Torino, Einaudi, 1970.
- Mafia e politica, prefazione di Carlo Levi, Collana Gli struzzi n.36, Torino, Einaudi, 1972.